# Серноводское (Чечня)
Серново́дское (чечен. Эна-Хишка) — город (с марта 2024) на западе Чеченской Республики Российской Федерации. Административный центр Серноводского района. Образует Серноводское городское поселение (с марта 2024).
В городе расположен республиканский бальнеологический курорт «Серноводск—Кавказский».

## География
Город расположен у подножья южного склона Сунженского хребта, по обоим берегам реки Сунжа, в 50 км к западу от города Грозный и в 8 км к востоку от города Сунжа.
Ближайшие населённые пункты: на севере — село Нагорное, на юге — станица Ассиновская, на западе — город Сунжа, на юго-востоке — сёла Самашки, Давыденко и Новый Шарой.
Климат
Климат умеренный континентальный. Зима умеренно мягкая, с частыми туманами и неустойчивым снежным покровом. Средняя температура января −4 °C. Лето тёплое, иногда с жаркой, сухой погодой. Средняя температура июля +25 °C. Среднегодовое количество осадков составляет около 500 мм в год и главным образом выпадает в период с апреля по октябрь. Средняя годовая относительная влажность около 70 %. Преобладают восточные и западные ветры.

## История
Близ города находится Эна-хийское городище, чья цитадель была окружена рвами и датируемое VII — IV веками до нашей эры. Его культурный слой 0,7 метра. Собранный материал хранился до войны в Грозном. Городище в 1938 году обследовалось Г. В. Подгарецким и в 1945-м Н. И. Штанько и Т. М. Минаевой.
В 1819 году на месте чеченского села было построено военное укрепление — Преградный Стан, а в 1846 году в честь христианского праздника Архангела Михаила была заложена церковь Михайловская, давшая название новой станице — Михайловская.
В 1845 году, во время строительства станицы, врач второго батальона 77 пехотного Тенгинского полка отмечал, что чеченцы с незапамятных времён использовали горячие источники данной местности в лечебных целях.
В 1920 году после подавления антисоветского восстания всё казачье население станицы было депортировано. Депортация проводилась в три этапа: первый эшелон с переселенцами был отправлен в станицу Павлодольскую 13 ноября, второй 29 ноября в Солдатскую, закончено выселение 3 декабря отправкой последнего эшелона в станицу Государственную. 3 декабря 1920 года опустевшая станица сдана Чечисполкому. Приказом ЦИК Горской республики от 25.04.1922 г.станица была переименована в аул Асламбек (в некоторых источниках село Асламбековское).
С 1926 по 1929 года являлся административным центром Новочеченского округа Чеченской автономной области.
После выселения чеченцев и упразднения Чечено-Ингушской АССР в 1944 году, село Асламбековское было переименовано Серноводское.
С 1970-х по 1990-е годы было также известно под названием Серноводск, которое встречается и в настоящее время. С 2000-х годов также встречается название станица Серноводская.
С 2003 года село является административным центром Сунженского (с 2020 года Серноводского) района Чеченской Республики.
В 2023 году завершено строительство военного городка Минобороны РФ площадью 54 га. Включает более чем 50 объектов (общежитие, казармы, столовые, парк военной техники, спорткомплекс и т. д). Построен для размещения подразделений, дислоцированных в Чечне.
Законом Чеченской Республики от 28.02.2024 № 9-РЗ преобразовано село Серноводское Серноводского района в городской населённый пункт — город Серноводское и Серноводское сельское поселение Серноводского муниципального района получало статус городского поселения. Закон вступал в силу в течение 10 дней после публикации.
С 10 марта 2024 года село официально получило статус города.

## Население
| 1970    | 1979    | 1990    | 2002    | 2010    | 2012    | 2013    |
| ------- | ------- | ------- | ------- | ------- | ------- | ------- |
| 7712    | ↗8732   | ↘8041   | ↗9860   | ↗10 805 | ↗11 124 | ↗11 315 |
| 2014    | 2015    | 2016    | 2017    | 2018    | 2019    | 2020    |
| ↗11 492 | ↗11 626 | ↗11 808 | ↗11 882 | ↗11 980 | ↗12 048 | ↗12 221 |
| 2021    | 2023    | 2024    | 2025    |         |         |         |
| ↗12 583 | ↗12 832 | ↗13 094 | ↘12 503 |         |         |         |

Национальный состав
По данным Всероссийской переписи населения 2010 года:
| Народ   | Численность, чел. | Доля от всего населения, % |
| ------- | ----------------- | -------------------------- |
| чеченцы | 10 736            | 99,36 %                    |
| другие  | 69                | 0,64 %                     |
| всего   | 10 805            | 100,00 %                   |

## Курорт
В 1717 году императорский лейб-медик Готлиб Шобер, изучая по поручению Петра I Кавказские минеральные воды, упоминал в своих записях серноводские источники. Первые же официальные исследования местных вод проводились в 1770-х годах. Использовать источники для лечения начал доктор И. Я. Верзейн в середине XIX века, когда он описал свойства местных вод в статье, опубликованной в «Военно-медицинском журнале».

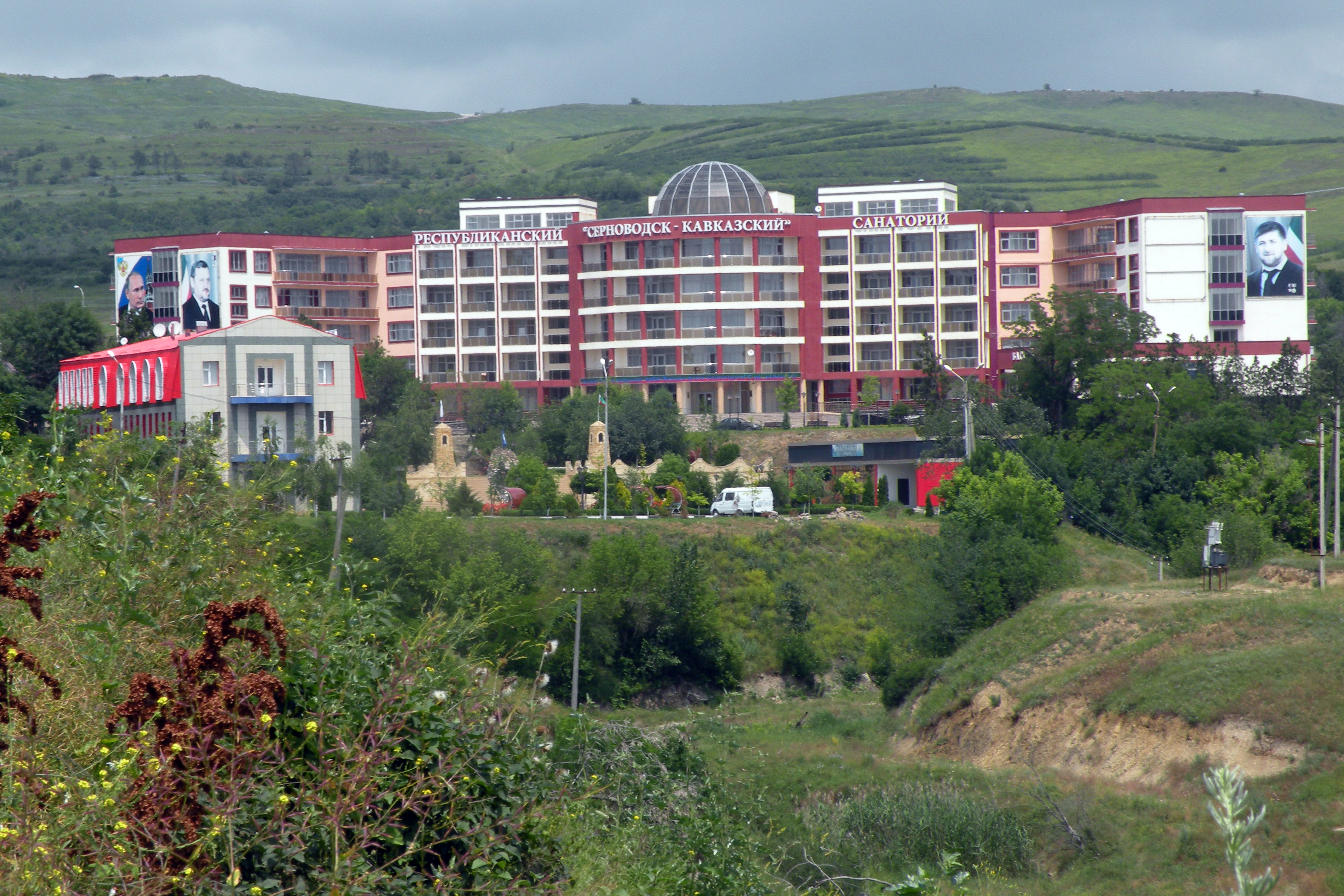
Бальнеологический курорт «Серноводск-Кавказский»

Основной природный лечебный фактор — минеральные воды 9 источников и скважин, общий дебит которых около 800 тысяч л/сут. Термальная (73 °C) сульфидная хлоридно-гидрокарбонатная натриевая вода источника № 1 (Серный) с минерализацией 3,4 г/л, содержащая 60 мг/л сероводорода, а также магний, бром, йод, кремниевую кислоту, используется для ванн, орошений, промываний. Наружно (главным образом для ванн) применяют йодо-бромную воду скважин № 10 (суточный дебит около 600 тыс. л). Вода источника № 4 (Содовый; суточный дебит 26 тыс. л) — сульфатно-гидрокарбонатная натриевая с минерализацией 4,6 г/л, содержит 0,6 г/л свободной углекислоты; применяется для питьевого лечения (при заболеваниях органов пищеварения), разливается на единственном заводе с высокотехнологичным оборудованием и асептическими линиями ООО Чеченские Минеральные воды в бутылки в качестве лечебно-столовой под названием «Серноводская» и поставляется не только по Чеченской Республике и Ингушетии, но и практически во все округа Российской Федерации.
Минеральные источники Серноводска известны с начала XIX века. Первые каптажные сооружения были возведены в 1848 году. Курортное строительство начато в 1893-м.
25 октября 1971 года курорту был присвоен республиканский статус.
До 1991 года функционировал профсоюзный санаторий (на 600 мест), водолечебница (серолечебница), питьевая галерея, курзал, аэросолярий. Имелись спортплощадки, пруд, лодочная станция. Основные лечебные учреждения были расположены в парке (широколиственные породы — клён, ясень, тополь, туя, декоративные кустарники). Были организованные прогулки по окрестностям курорта, автобусные экскурсии в Грозный и Владикавказ.
В 1990-е годы большинство сооружений курорта были разрушены, парк заброшен. С 2009 года началось строительство новых корпусов и восстановление инфраструктуры. С 2013 года возобновлено обслуживание посетителей. Отреставрирована историческая беседка «Храм воздуха».

На курорте осуществляется лечение больных с заболеваниями сердечно-сосудистой, нервной систем, органов движения и опоры, желудка и кишечника, кожи, гинекологическими болезнями, а также с нарушениями обмена веществ. Наряду с минводами применяют леч. физкультуру, массаж, в том числе душ-массаж, грязелечебные (привозная грязь Тамбуканского озера) и физиотерапевтические процедуры, климатотерапию.

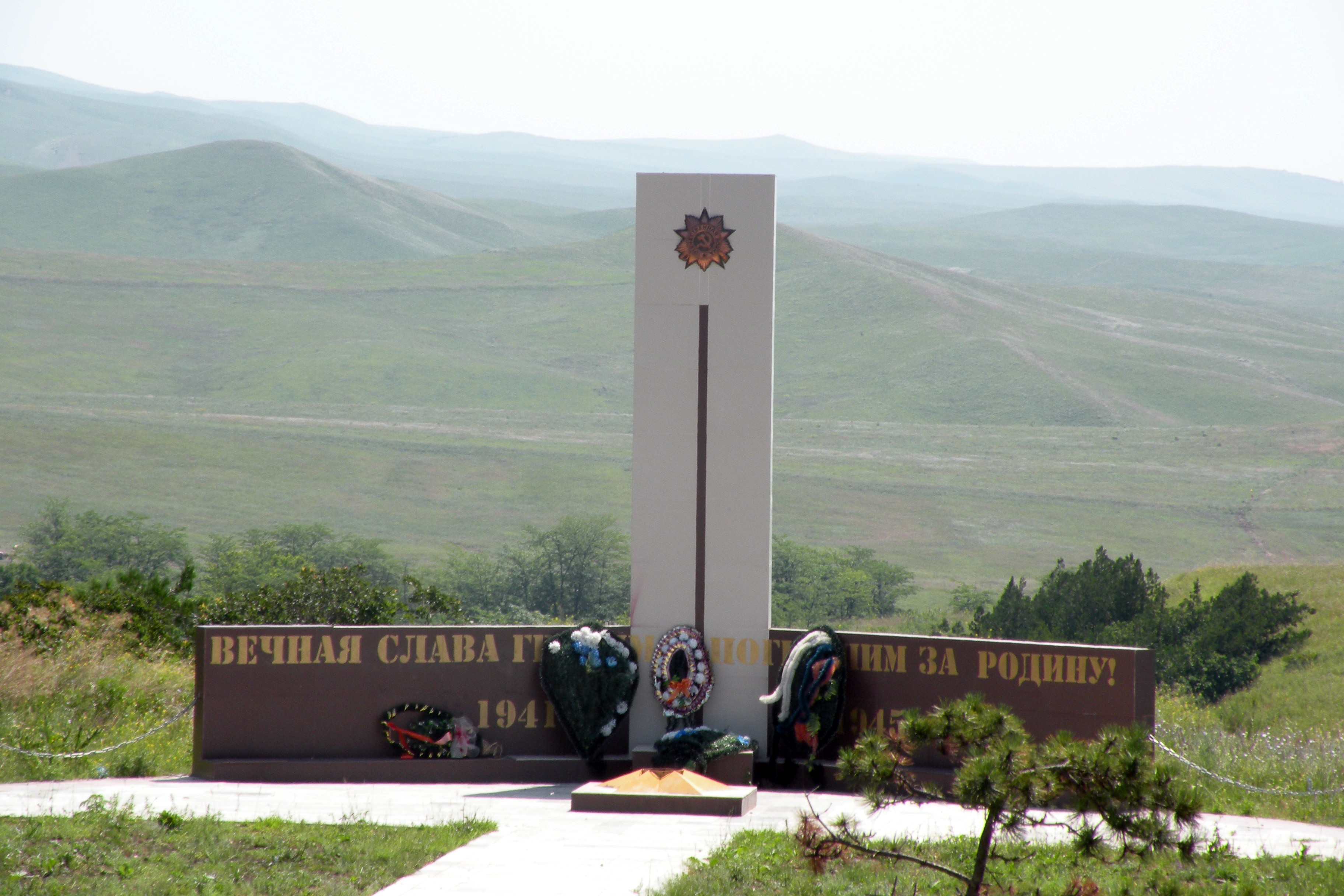
Стела героям Великой Отечественной войны в парке санатория Серноводск-Кавказский, июнь 2016 года.

## Экономика
В городе работает старейший в Чечне завод минеральных вод (выпускающий лимонады и минеральную воду «Серноводская»). Завод минеральных вод возобновил свою работу в 2008 году.

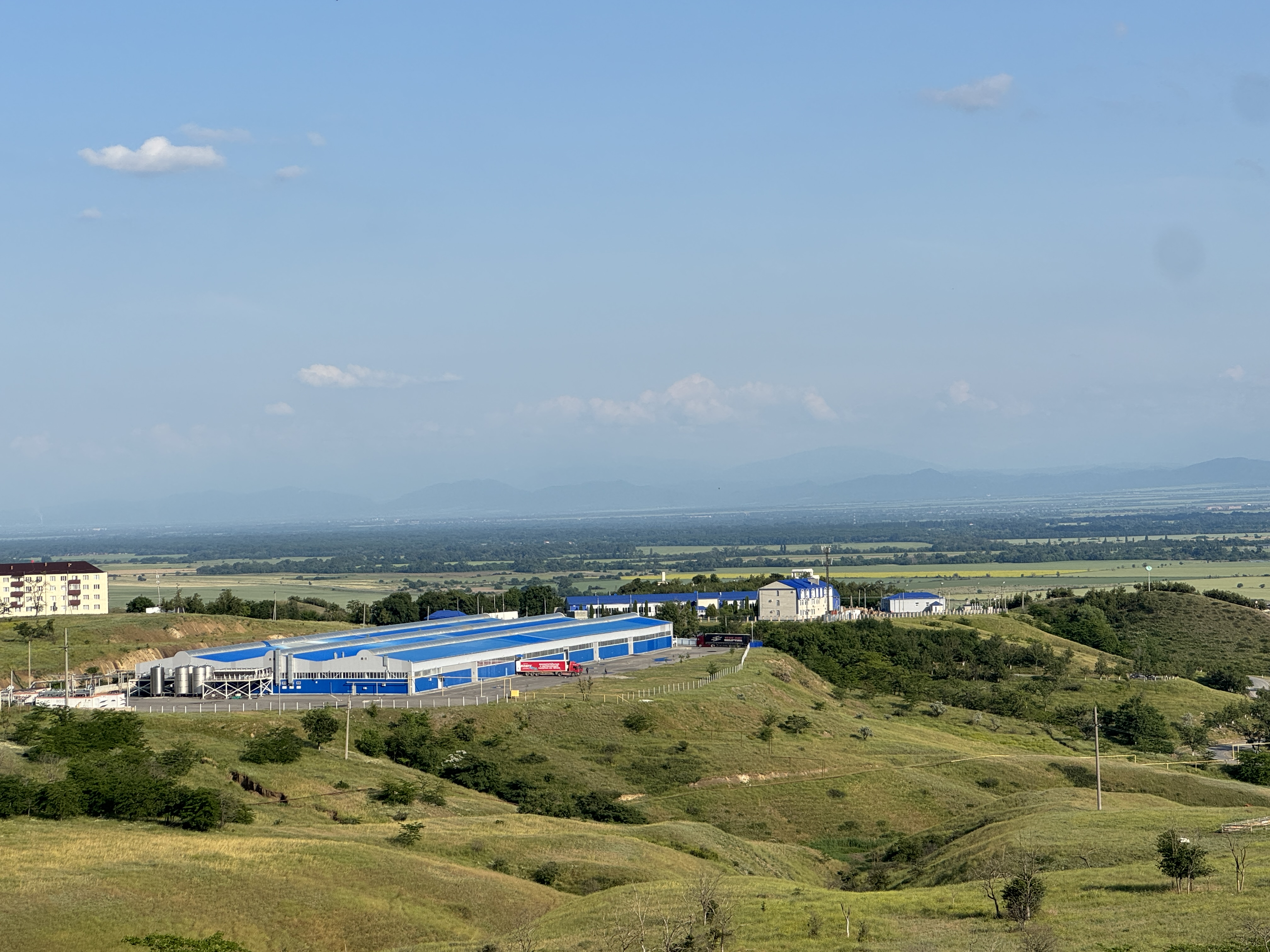
Промышленная зона в Эна-Хишке(Серноводске).

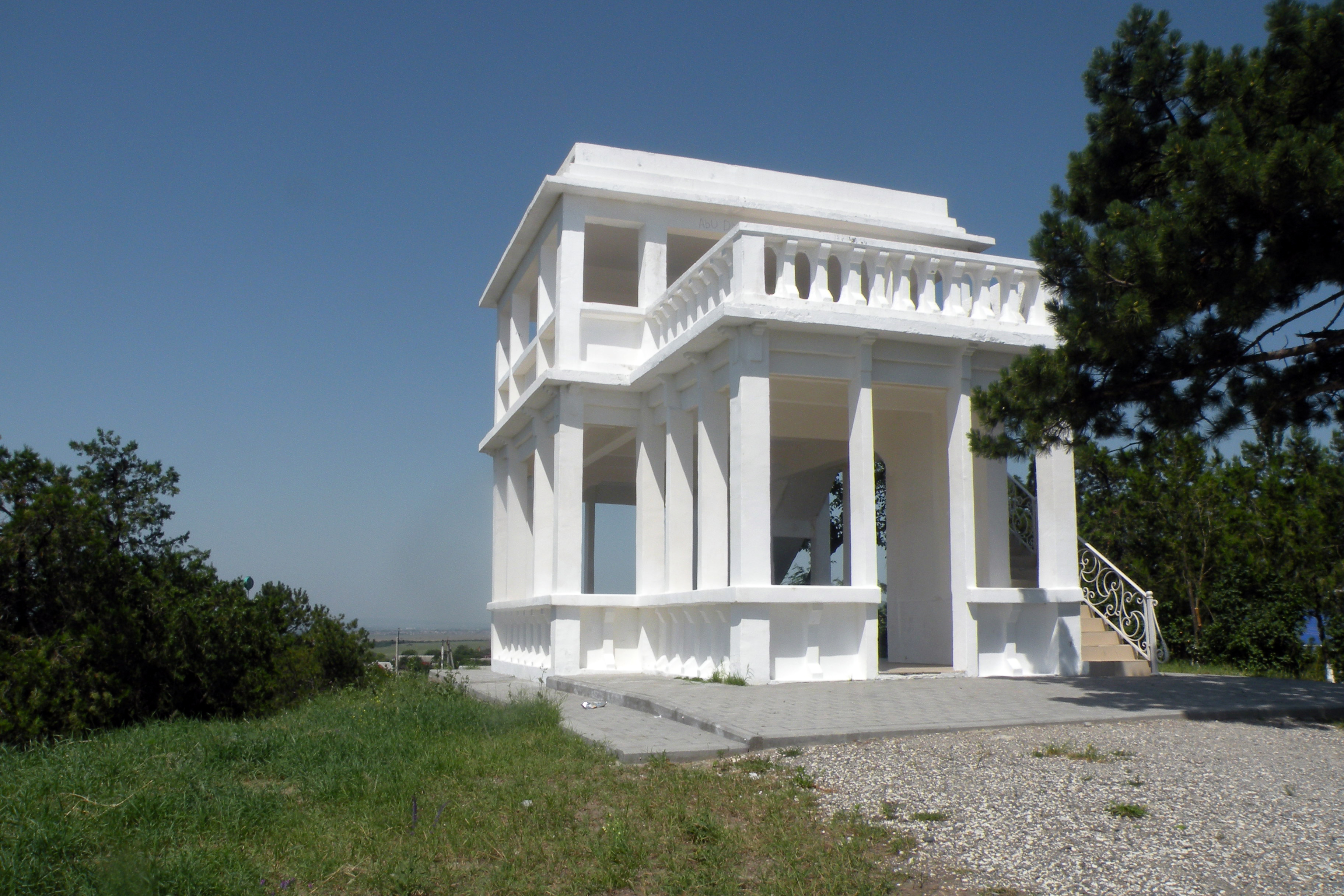
Беседка «Храм воздуха» в парке санатория Серноводск-Кавказский в Чечне, июнь 2016

## Известные уроженцы
- Бубликов Фёдор Борисович — ветеран Великой Отечественной войны, Герой Советского Союза.
- Константин Андреевич Прокопов — главный геолог Кубани и Терека, профессор геологии, выпускник Санкт-Петербургского горного института[41][42].

## В филателии

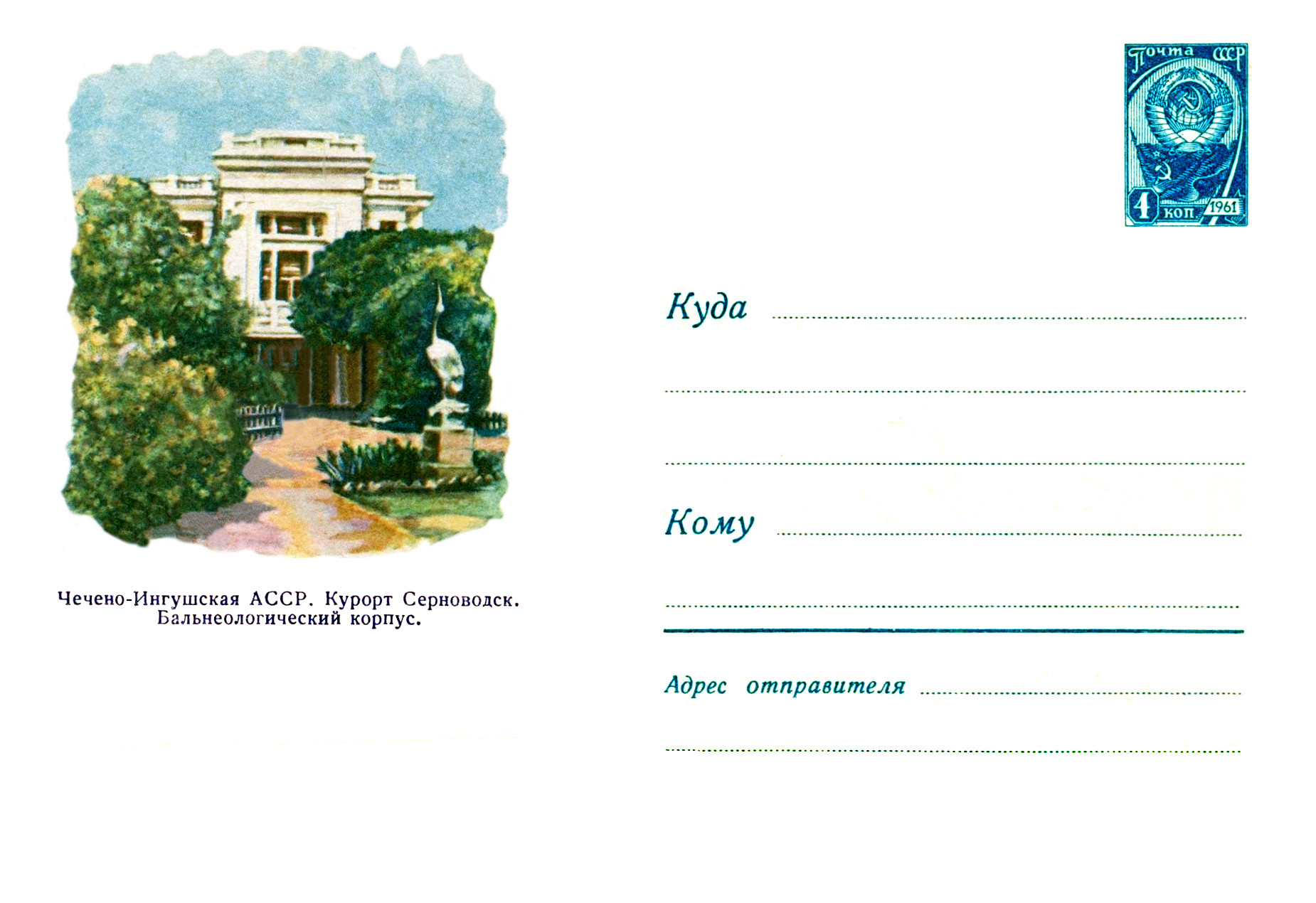
Художественный маркированный конверт СССР. 1961 год.

В 1961 году в СССР был выпущен художественный маркированный конверт с изображением бальнеологического корпуса Серноводского курорта.